# Trolejbusová doprava v Klosterneuburgu
Trolejbusová doprava v Klosterneuburgu byla provozována v letech 1908–1919.

## Historie
Trolejbusová trať systému Mercédès-Électrique-Stoll o délce 3,7 km spojovala železniční stanici Klosterneuburg-Weidling na břehu Dunaje s tehdy samostatnou obcí Weidling, kde končila u vily Lanz. Dráha vedoucí údolím Weidlingbachu byla zprovozněna 22. května 1908 a v průběhu celé její historie na ní jezdilo celkem pět trolejbusů. Po trati, která spojovala centrum Gmündu s nádražím (dnes nádraží v Českých Velenicích), to byla druhá nejstarší trolejbusová linka na území dnešního Rakouska. Provoz trolejbusů mezi klosterneuburským nádražím a Weidlingem byl ukončen v prosinci 1919, kdy zde začaly jezdit autobusy.